# 龙田乡 (休宁县)
龙田乡，是中华人民共和国安徽省黄山市休宁县下辖的一个乡镇级行政单位。

## 行政区划
龙田乡下辖以下地区：
桃林村、浯田村、江田村和古楼村。